# Sveriges fridsföreningars centralorganisation
Sveriges fridsföreningars centralorganisation (SFC) är gammallaestadianismens centralorganisation i Sverige. Den har fem medlemsföreningar i Sverige och en i Norge. SFC och dess medlemsföreningar organiserar sammankomster (möten), bibelklass och söndagsskolor. SFC gör missionsarbete bl.a. i Afrika. Sveriges fridsföreningars centralorganisation har dotterorganisationer i Finland (Suomen Rauhanyhdistysten Keskusyhdistys) och i USA (LLC).

## Föreningarna
- Borås fridsförening

- Har inte eget hus
- Verksamheterna:

- Carolikyrkan
- Hässleholmens kyrka

- Orter: Borås. Trelleborg, Alingsås,

- Mälardalens fridsförening

- Har inte eget hus
- Verksamheterna:

- Klosters församlingssal (Eskilstuna)

- St Paulskyrkan (Eskilstuna)

- Orter: Eskilstuna, Flen, Gävle, Katrineholm,

- Norrbottens fridsförening

- Har inte eget hus
- Verksamheterna:

- Björkforskyrkan
- Böleängskyrkan (Umeå)
- Gustav Adolfskyrkan (Sundsvall)
- Hertsöskyrkan (Luleå)
- Kalix församlingsgården

- Porsös kyrka (Luleå)
- Rosviks kyrka
- Seskarö kyrka

- Orter: Junosuando, Kalix, Kiruna, Luleå, Sundsvall, Töre, Umeå.

- Dalarnas fridsförening

- Har eget hus i Bodarna
- Verksamheterna:

- Bomhus församlingshus
- Gagnefs kyrka
- Jakobsgårdens kyrka
- Mockfjärds kyrka

- Orter: Gagnef, Mockfjärd, Skinnskatteberg.

- Stockholms fridsförening

- Har eget hus i Tungelsta
- Verksamheterna:

- Finska kyrkan (Gamla stan)
- Maria kyrka (Jakobsberg)
- Sankt Lukas kyrka (Kallhäll)
- Sankta Ragnhilds kyrka (Södertälje)
- Östertälje kyrka

- Orter/stadsdelar: Jakobsberg, Kallhäll, Södertälje, Östertälje.

- Oslos fridsförening

- Har inte eget hus
- Verksamheterna:

- Ask misjonshus (Gjerdrum)
- Romsås kyrka
- Rödtvets kyrka